# 兒童選美比賽
兒童選美比賽（英語：Child beauty pageant）是一種具有爭議的選美活動，參賽者年齡通常只限18歲以下兒童參加。比赛項目有多種，包括才艺、面试、运动服、休闲装、泳装、西装、主題造型、自選服裝、禮服等。此外一部分選美大賽的參賽者會以各種方法打扮自己——從使用化妝品到訂制合身服裝。只要符合要求，即可進行有關打扮。

## 歷史
1921年，一間大西洋城酒店的老闆想出了選美比賽這一理念，他希望藉此吸引遊客前來遊覽觀光。不過，此一構想於後來衍生出一門分支——「最美兒童比賽」。美國各大城市皆有舉辦過此類比賽的記錄。「美國小小姐」（Little Miss America）比賽始於1960年代的新泽西州帕利塞茲遊樂園。它原本只有13-17歲的少女才可參賽，不過到了1964年，有超過35,000名少女報名說要參賽，於是主辦方為了令比賽順利進行，便開始實施年齡分級制度。現代意義上的兒童選美比賽始於1960年代早期的佛罗里达州迈阿密。之後它們繼續不斷壯大發展，成為每年約有25萬個少女參賽的項目，行業的年收入可達200億美元。

## 種類
儘管大多兒童選美比賽限定了只有女孩可以參與，但美國當地還是出現了愈來愈多的男孩選美比賽。而由於觀眾和參賽者較少的關係，故男孩比賽一組所包含的年齡範圍相對較廣。每個年齡組別一般配有不同的命名，比如「嬰童小姐」（Baby Miss）、「娇滴滴小姐」（Petite Miss）、「小小姐」（Little Miss）。兩方皆會按著年齡分組，女孩選美比賽一般分成以下組別：0–11個月、12–23個月、1–3歲、4–6歲、7–9歲、10–12歲、13–15歲、16–18歲。男孩選美比賽則可能分成0–3歲、4–6歲。
參賽者的實際參選時間一般不會多於2小時。一般而言，主辦方會規定參賽者在穿著正裝或一般模特兒活動的情況下，「最多只能上台1.5分鐘」。才艺表演則不能多於2分鐘，不過仍會容許極少數例外者加碼至3分鐘。
在整體風格要求「华丽」的選美比賽中，主辦方會期望參賽者在各環節當中表演出不同的套路。參賽者可自由決定於賽中應否「嘟嘴」及其數量。長髮濃妝、喷雾美黑、假牙接甲皆可於賽上出現。
而在風格上講求樸素的選美比賽中，規則會嚴格規定參賽者的服装、化妆、发型。像美国全国小姐（National American Miss）般的比賽禁止女生在舞台上使用絕大多數化妝品，除了無光澤的唇彩和睫毛膏。 
評判標準和規定因賽事而異。所包含的比賽項目可能有運動裝、泳裝、晚裝、才艺表演、面试、写作技巧、造型。評判會對「幼童們的個性、能力、風度、自信」进行点评。參賽者會為了爭奪各類獎品而努力，獎品包括電子產品、玩具、獎學金、现金、头饰、腰带、长袍、奖杯。奖杯可以比参赛者本人还高，在「我们的小小姐」（Our Little Miss）比赛中，世界組的獎杯可高達1.524至1.8288米。
也有兒童選美比賽以依賴互聯網的形式舉行。像Facebook这样的社交媒体网站有著不少的照片選美專頁，参赛者的照片交由網民以「讚好」形式評定優劣。網上選美的參賽者需提交申請文章和圖片、影片，來予以網民評判。評判標準包含過往選美成績、綜合量表評分、文章的水平。勝出者可能贏得虛擬獎勵，也可能贏得像頭飾、腰帶、獎章般的實體獎金獎品。报名费从5美元到80美元不等。

## 批評
參賽者的家長因為安排他們的子女參與這類型的比賽，而受到了一些批評。在部分選美比賽中，參賽者需以化妝、噴霧美黑等手段來裝扮自己——批評者指責這為人灌輸了一種非常膚淺的女性定型。社會學家谢尔比·科林·潘内尔（Shelby Colene Pannell）則為此感到不解，反問為何有些家長會以這種極端手段去達至性別社會化的效果。
於《小小選美皇后》上現身的家長亦為抨擊對象。批評者批評他們誘使自身的子女以外相換取他人的目光和獎勵。《小小選美皇后》於2009年首播，其講述參賽者及其家長如何為周末的選美活動進行準備。此一節目為了避免表露製作者的立場，而刻意不採用旁白。不過才藝比賽部分則引發了不少爭議。引發爭議的原因有讓孩童抽假煙、強迫女童戴上胸墊、容許女童穿得像妓女般、為了子女有足夠體力表演而餵食高卡路里糖份補充劑、為子女的臉部抹蠟。

### 進食障礙
參賽的孩童常為公眾的注目焦點。他们的職責就是合作與維持美貌，而體重則為當中的關注要點。故此，不少參賽者患上了像神经性厌食症般的進食障礙。他們为了保持「合适」的体重，而故意让自己挨饿。此外一部分比賽會要求女孩們穿上緊身裝，使得她們對於體重管理更為在意。

#### 2005年研究
在一項於2005年推出的研究中，研究者找來了22名女性，當中一半自小就參與選美比賽，另外一半則沒參與過任何選美。他們為兩組女性進行了各式各樣的比較，包括身體滿意度、BMI、年齡。結果發現自小參與選美比賽者一般較不滿意自己的身體，且較多出現冲动行为失调和不相信他人的情況。不過兩組在抑鬱、自尊、神經性暴食症、身體意象等方面沒有顯著差異。研究者表示，由於此一研究樣本過少，故難以得出有效概括。

### 兒童商品化
部分批評者指責，選美比賽把兒童當作可產生商業利益的產品般宣傳。他們形容這是一筆交易——家长花钱购置服装、化妆、饰品，以换取獲得现金回饋的機會。

### 性化
參賽者為了贏得比賽，而在很小的時候就需透過各種手段（比如服装、化妆）來裝扮自己，這便導致了性化的出現。某些选美比赛鼓励参赛者打扮得像成年女性般，從化浓妆到挑逗的面部表情，無一不齊。
孩童可能從中了解到，要性化自身，才能獲得較多關注。這樣的話不僅向之鼓勵性，還為之灌輸性可以作為達到目的的一種手段。
在马里兰州执业的心理学家席德·布朗（Syd Brown）在接受ABC新聞採訪時表示：「對於不少人而言，『看似成熟一點』為『看似性感一點』的同義詞。我不認為讓少女這麼關注性是一件好事……如果你要一个6岁的孩子表現得像16岁般，你就等同於告訴她再性感誘惑一點」。

### 反駁
哈佛大学的本科研究者希拉里·莱维（Hillary Levy）發現，许多容許子女參賽的家长认为，他们的孩子能從中學習如何表露出風度和自信。對於部分家長而言，選美比賽能讓有先天缺陷的孩子與更多的人交流，使之發現自身跟其他人沒什麼不同。

## 外部連結
- Child beauty pageant statistics （页面存档备份，存于）
- I'M the Baby! （页面存档备份，存于）